# Túnel de Landport
El Túnel de Landport (en inglés: Landport Tunnel; también llamado Puerta de Landport o Puerta de Tierra/España) es una puerta y túnel al territorio de Gibraltar. Originalmente era la única entrada a la fortificación en tierra y como tal fue fuertemente fortificada y protegida.

## Descripción
Después de que el territorio fue capturado por primera vez a los españoles en 1704, los británicos defendieron Landport con veinte cañones. La puerta fue posteriormente protegida por una inundación. Un área inundada y fortificada de tierra que mide alrededor de 200 yardas (180 m) de longitud por cerca de 60 yardas (55 m) amplia y que era "casi de la altura de un hombre" en profundidad. También hubo obstáculos en ella, tales como aros de metal y había un foso que cubría el acceso norte - la zanja de Landport. Las defensas de la zanja incluyeron una empalizada y una mina de pólvora que podía explotar en un asalto.